# Irving Gordon
Irving Gordon (* 14. Februar 1915 in Brooklyn; † 1. Dezember 1996 in Los Angeles) war ein US-amerikanischer Liedtexter und Komponist.

## Leben und Wirken
Irving Gordon lernte als Kind Geige und arbeitete als Liedtexter in einem Resort in den Catskill Mountains, wo er Parodien und schließlich Liedtexte im Verlag von Irving Mills schrieb, der Duke Ellingtons Manager war. 1939 wurde er Mitglied der ASCAP. Gordon trug (mit Mills als Co-Autor im Copyright) Texte für Ellington-Titel bei, Pyramid, All Too Soon und Prelude to a Kiss (1938). Außerdem arbeitete er mit Allan Roberts, Al Kaufman und Jack Lawrence zusammen. Als Komponist und Liedtexter schrieb Gordon mehrere Songs, darunter What Will I Tell My Heart, 1937 ein Hit für Bing Crosby und 1941 Unforgettable, der durch Nat King Cole populär wurde, des Weiteren die Lieder Be Anything (But Be Mine) (1952) und Sinner or Saint (1952), die beide von Sarah Vaughan aufgenommen wurden. Frank Sinatra nahm Christmas Dreaming (1947), den Gordon mit Lee Lester geschrieben hatte. Mit Jerry Livingston schrieb er Unbelievable (1954), den abermals Nat Cole einspielte. 1992 konnte er noch erleben, wie Natalie Coles Neuaufnahme von Unforgettable bei den Grammy Awards 1992 Single des Jahres wurde.
Weitere bekannte Songs waren
- Mister And Mississippi (Aufnahmen u. a. von Patti Page),
- How (How Do I Go About It?) (Aufnahmen von Nat Cole),
- The Kentuckian Song (Aufnahmen von Eddy Arnold),
- Tonight I Shall Sleep With a Smile On My Face (Aufnahme von Stan Getz/João Gilberto),
- Mason-Dixon Line (Aufnahmen der Ames Brothers),
- Be Anything  (Aufnahmen von Dakota Staton),
- Two Brothers (Aufnahmen von Tom Jones),
- Blue Lou (Aufnahmen von Benny Goodman),
- Me, Myself And I (Are All In Love With You) (Aufnahme von Billie Holiday),
- Allentown Jail (Aufnahmen von The Seekers, Dusty Springfield),
- Delaware (Aufnahmen von Perry Como).